# Воронин, Юрий Викторович
Юрий Викторович Воронин (род. 17 октября 1962 года, Москва) — российский государственный деятель, финансовый омбудсмен (с 2018 года), руководитель аппарата Счётной палаты Российской Федерации (2013—2018).

## Биография
Родился 17 октября 1962 года в городе Москве.
С 1982 по 1989 годы — работал в Главном управлении социального обеспечения г. Москвы: инспектор, старший инспектор, заместитель начальника Управления.
С 1989 по 1991 годы — работал в Государственном комитете СССР по труду и социальным вопросам: начальник отдела, первый заместитель начальника Главного управления.
С 1991 по 1992 годы — работал в Министерстве труда и занятости Российской Федерации: заместитель начальника Управления.
С 1992 по 1996 годы — работал в Министерстве социальной защиты населения Российской Федерации: заместитель начальника, начальник Главного управления, член Коллегии.
В 1996 году — окончил Московский государственный социальный университет (сейчас это — Российский государственный социальный университет).
С 1996 по 2004 годы — работал в Министерстве труда и социального развития Российской Федерации: руководитель Департамента, член Коллегии.
С 2004 по 2012 годы — работал в Министерстве здравоохранения и социального развития Российской Федерации: директор Департамента, заместитель Министра, статс-секретарь-заместитель Министра.
В 2006 году защитил кандидатскую диссертацию, тема: «Экономические механизмы пенсионного обеспечения в России» экономических наук. Заслуженный юрист Российской Федерации.
В 2009 году — присвоен чин государственной гражданской службы Действительный государственный советник Российской Федерации 1 класса.
С 2012 по 2013 годы — работал в Администрация Президента Российской Федерации: начальник Управления Президента Российской Федерации по социально-экономическому сотрудничеству с государствами — участниками Содружества независимых государств, Республикой Абхазия и Республикой Южная Осетия;
С 2013 по 2018 годы — работал в Счётной палате Российской Федерации: руководитель аппарата, член Коллегии Счётной палаты.
С июня по сентябрь 2018 года — советник Председателя Центрального банка Российской Федерации.
С 3 сентября 2018 года — на основании решения Совета директоров Центрального банка Российской Федерации и по согласованию с Президентом Российской Федерации вступил в должность Главного финансового уполномоченного (финансового омбудсмена).

## Труды
- Хабриева Т. Я., Воронин Ю. В., Емельянцев В. П. и др. Пенсионные накопления в России: кризис ожидания или новые возможности : монография / отв. ред. Ю. В. Воронин, В. П. Емельянцев. — Москва: ИНФРА-М, Институт законодательства и сравнительного правоведения, 2019. — 240 с. — ISBN 978-5-16-013738-4.
- Захаров М. Л., Воронин Ю. В. Социальное обеспечение: настоящее и будущее : монография. — Москва: Контракт, 2017. — 284 с. — ISBN 978-5-16-106455-9.

## Награды
- Медаль ордена «За заслуги перед Отечеством» 2 степени (2001)[6]
- Заслуженный юрист Российской Федерации (2008)[7]